# 1299

## Събития
1299 – Разпадане на Селджукския султанат на 12 независими бейлици.
1299 – Начало на съществуването на независимата османска държава (официална дата)

## Родени
- Дмитрий II, велик княз на Владимирско-Суздалското княжество